# Bigelow Aerospace
Bigelow Aerospace — американская частная компания, занимающаяся космическим туризмом. Компания была основана Робертом Бигелоу в 1998 году и в значительной степени финансируется из его личных средств. К 2010 году Бигелоу вложил в компанию $180 млн. Также он неоднократно заявлял, что готов вложить в компанию $500 млн до 2015 года.

## История

### Genesis I
12 июля 2006 в 18:53 МСК компания запустила первый модуль Genesis I на орбиту высотой 500 км. Запуск был произведён с помощью ракеты-носителя Днепр из позиционного района «Домбаровский» (Оренбургская область). Масса модуля — 1400 кг, длина — примерно 4 метра, диаметр — 1,9 метров. После выведения на орбиту диаметр модуля должен увеличиться вдвое. Позже в этот же день в компании подтвердили, что запуск прошёл без замечаний и после выхода на орбиту модуль успешно надулся.

### Genesis II
28 июня 2007 в 19:02 МСК ракета-носитель Днепр вывела на орбиту модуль — Genesis II. В 1:02 МСК 29 июня 2007 был произведён первый контакт с модулем из центра управления полётами в Лас-Вегасе. Новый модуль идентичен по размеру модулю Genesis I. Различие состоит в оснащении — модуль Genesis II содержит дополнительные датчики и авионику. Кроме того, на модуле установлены 22 видеокамеры. Внутри модуля находятся различные предметы, посланные в космос по программе «Fly your stuff», согласно которой любой человек мог поместить на борт модуля небольшой предмет за 295 долларов США. Также на борту модуля находится автомат для игры в Бинго.

### Bigelow Expandable Activity Module (BEAM)
Компания Bigelow Aerospace уволила всех своих сотрудников в 2020 в ходе пандемии COVID-19 и сейчас не функционирует.